# Afghanische Cricket-Nationalmannschaft in Simbabwe in der Saison 2024/25
Die Tour der afghanischen Cricket-Nationalmannschaft nach Simbabwe in der Saison 2024/25 fand vom 11. Dezember 2024 bis zum 6. Januar 2025 statt. Die internationale Cricket-Tour war Bestandteil der Internationalen Cricket-Saison 2024/25 und umfasste zwei Tests, drei ODIs und drei Twenty20s. Afghanistan gewann die Twenty20-Serie mit 2–1 die ODI-Serie mit 2–0 und die Test-Serie mit 1–0.

## Vorgeschichte
Simbabwe spielte zuvor eine Tour gegen Pakistan, Afghanistan eine ebensolche gegen Bangladesch. Das letzte Aufeinandertreffen der beiden Mannschaften bei einer Tour fand in der Saison 2022 in Simbabwe statt.

## Stadien
Die folgenden Stadien wurden für die Tour als Austragungsort vorgesehen und am 29. Oktober 2024 bekanntgegeben.
| Stadion            | Stadt    | Kapazität | Spiele                   |
| ------------------ | -------- | --------- | ------------------------ |
| Queens Sports Club | Bulawayo | 9.000     | 1. & 2. Test             |
| Harare Sports Club | Harare   | 10.000    | 1. – 3. ODI; 1. – 3. T20 |

## Kaderlisten
Afghanistan benannte seinen ODI- und Twenty20-Kader am 1. Dezember und seinen Test-Kader am 16. Dezember 2024.
Simbabwe benannte seinen ODI- und Twenty20-Kader am 9. Dezember und seinen Test-Kader am 19. Dezember 2024.
| Test | Test | ODI | ODI | Twenty20 | Twenty20 |
| Simbabwe | Afghanistan | Simbabwe | Afghanistan | Simbabwe | Afghanistan |
| --- | --- | --- | --- | --- | --- |
| - Craig Ervine (K) - Brian Bennett - Ben Curran - Johnathan Campbell - Takudzwa Chataira - Joylord Gumbie(wk) - Trevor Gwandu - Takudzwanashe Kaitano - Tadiwanashe Marumani (wk) - Brandon Mavuta - Nyasha Mayavo - Blessing Muzarabani - Dion Myers - Richard Ngarava - Newman Nyamhuri - Sikandar Raza - Sean Williams | - Hashmatullah Shahidi (K) - Rahmat Shah (VK) - Bashir Ahmad - Fareed Ahmad - Yamin Ahmadzai - Ikram Alikhil (wk) - Ismat Alam - Sediqullah Atal - Riaz Hassan - Rashid Khan - Zahir Khan - Abdul Malik - Azmatullah Omarzai - Zia-ur-Rehman - Bahir Shah - Zahir Shehzad - Naveed Zadran - Afsar Zazai (wk) | - Craig Ervine (K) - Brian Bennett - Ben Curran - Joylord Gumbie (wk) - Trevor Gwandu - Tinotenda Maposa - Tadiwanashe Marumani (wk) - Wellington Masakadza - Tashinga Musekiwa - Blessing Muzarabani - Dion Myers - Richard Ngarava - Newman Nyamhuri - Victor Nyauchi - Sikandar Raza - Sean Williams | - Hashmatullah Shahidi (K) - Rahmat Shah (VK) - Fareed Ahmad - Ikram Alikhil (wk) - Sediqullah Atal - Fazalhaq Farooqi - Allah Mohammad Ghazanfar - Rahmanullah Gurbaz (wk) - Rashid Khan - Nangialai Kharoti - Abdul Malik - Mohammad Nabi - Gulbadin Naib - Azmatullah Omarzai - Mujeeb Ur Rahman - Darwish Rasooli - Bilal Sami - Naveed Zadran | - Sikandar Raza (K) - Faraz Akram - Brian Bennett - Ryan Burl - Trevor Gwandu - Takudzwanashe Kaitano - Wesley Madhevere - Tinotenda Maposa - Tadiwanashe Marumani (wk) - Wellington Masakadza - Tashinga Musekiwa - Blessing Muzarabani - Dion Myers - Richard Ngarava - Newman Nyamhuri | - Rashid Khan (K) - Fareed Ahmad - Noor Ahmad - Zubaid Akbari - Sediqullah Atal - Fazalhaq Farooqi - Rahmanullah Gurbaz (wk) - Naveen-ul-Haq - Mohammad Ishaq (wk) - Karim Janat - Nangialai Kharoti - Mohammad Nabi - Gulbadin Naib - Azmatullah Omarzai - Mujeeb Ur Rahman - Darwish Rasooli - Hazratullah Zazai |

## Twenty20 Internationals

### Erstes Twenty20 in Harare
| 11. Dezember Scorecard | Harare | Afghanistan 144-6 (20)         | – | Simbabwe 145-6 (20) |
|                        |        | Simbabwe gewinnt mit 4 Wickets |   |                     |

Afghanistan gewann den Münzwurf und entschied sich als Schlagmannschaft zu beginnen. Als Spieler des Spiels wurde Brian Bennett ausgezeichnet.

### Zweites Twenty20 in Harare
| 13. Dezember Scorecard | Harare | Afghanistan 153-6 (20)          | – | Simbabwe 103 (17.4) |
|                        |        | Afghanistan gewinnt mit 50 Runs |   |                     |

Afghanistan gewann den Münzwurf und entschied sich als Schlagmannschaft zu beginnen. Als Spieler des Spiels wurde Darwish Rasooli ausgezeichnet.

### Drittes Twenty20 in Harare
| 14. Dezember Scorecard | Harare | Simbabwe 127 (19.5)               | – | Afghanistan 128-7 (19.3) |
|                        |        | Afghanistan gewinnt mit 3 Wickets |   |                          |

Afghanistan gewann den Münzwurf und entschied sich als Feldmannschaft zu beginnen. Als Spieler des Spiels wurde Azmatullah Omarzai ausgezeichnet.

## One-Day Internationals

### Erstes ODI in Harare
| 17. Dezember Scorecard | Harare | Simbabwe 44-5 (9.2) | – | Afghanistan |
|                        |        | No Result           |   |             |

Afghanistan gewann den Münzwurf und entschied sich als Feldmannschaft zu beginnen. Für Simbabwe erzielte Eröffnungs-Batter Ben Curran 15 Runs und wurde gefolgt von Dion Myers mit 12 Runs. Daraufhin kam es zu Regenfällen und das Spiel wurde abgebrochen.

### Zweites ODI in Harare
| 19. Dezember Scorecard | Harare | Afghanistan 286-6 (50)           | – | Simbabwe 54 (17.5) |
|                        |        | Afghanistan gewinnt mit 232 Runs |   |                    |

Simbabwe gewann den Münzwurf und entschied sich als Feldmannschaft zu beginnen. Als Spieler des Spiels wurde Sediqullah Atal ausgezeichnet.

### Drittes ODI in Harare
| 21. Dezember Scorecard | Harare | Simbabwe 127 (30.1)               | – | Afghanistan 131-2 (26.5) |
|                        |        | Afghanistan gewinnt mit 8 Wickets |   |                          |

Afghanistan gewann den Münzwurf und entschied sich als Feldmannschaft zu beginnen. Als Spieler des Spiels wurde Allah Mohammad Ghazanfar ausgezeichnet.

## Tests

### Erster Test in Bulawayo
| 26. – 30. Dezember Scorecard | Bulawayo | Simbabwe 586 (135.2) & 142-4 (34) | – | Afghanistan 699 (197) |
|                              |          | Remis                             |   |                       |

Simbabwe gewann den Münzwurf und entschied sich als Schlagmannschaft zu beginnen. Als Spieler des Spiels wurde Hashmatullah Shahidi ausgezeichnet.

### Zweiter Test in Bulawayo
| 2. – 6. Januar Scorecard | Bulawayo | Afghanistan 157 (44.3) & 363 (113.5) | – | Simbabwe 243 (73.3) & 205 (68.3) |
|                          |          | Afghanistan gewinnt mit 72 Runs      |   |                                  |

Simbabwe gewann den Münzwurf und entschied sich als Feldmannschaft zu beginnen. Als Spieler des Spiels wurde Hashmatullah Shahidi ausgezeichnet.

## Auszeichnungen

### Player of the Series
Als Player of the Series wurden der folgende Spieler ausgezeichnet.
| Serie | Player of the Series |
| ----- | -------------------- |
| Test  | Rahmat Shah          |
| ODI   | Sediqullah Atal      |
| T20   | Naveen-ul-Haq        |

### Player of the Match
Als Player of the Match wurden die folgenden Spielerinnen ausgezeichnet.
| Spiel   | Player of the Match      |
| ------- | ------------------------ |
| 1. Test | Hashmatullah Shahidi     |
| 2. Test | Rashid Khan              |
| 1. ODI  | –                        |
| 2. ODI  | Sediqullah Atal          |
| 3. ODI  | Allah Mohammad Ghazanfar |
| 1. T20  | Brian Bennett            |
| 2. T20  | Darwish Rasooli          |
| 3. T20  | Azmatullah Omarzai       |